# 曹喜庸
曹喜庸（：／ Cho Hee-yong，1955年2月15日—），大韓民國前外交官、學者，歷任外交通商部（現外交部）發言人、駐加拿大大使及駐瑞典大使等職，先後派赴駐中華人民共和國北京大使館與駐上海總領事館，亦為駐中華民國台北大使館末代館員，駐台期間親歷1992年韓台斷交至駐韓國台北代表部建立的過渡時期，並將此段經歷撰寫成書。

## 經歷

### 外交生涯
曹喜庸於1979年2月畢業自漢城大學（現首爾大學）經濟系，通過同年5月舉辦的第13屆外務考試而入職外務部。1982年3月至1983年3月間在日本早稻田大學研修後，1984年7月成為韓國駐日本大使館二等秘書，1990年1月改調至台灣擔任韓國駐中華民國大使館一等秘書。1992年8月，伴隨韓國與中華人民共和國建交，導致台韓間的邦交中斷及韓國駐中華民國大使館閉館，雙邊直至1993年方建立非正式關係，而曹喜庸也加入後邦交時代的韓國駐台機構——駐台北韓國代表部繼續擔任一等秘書。

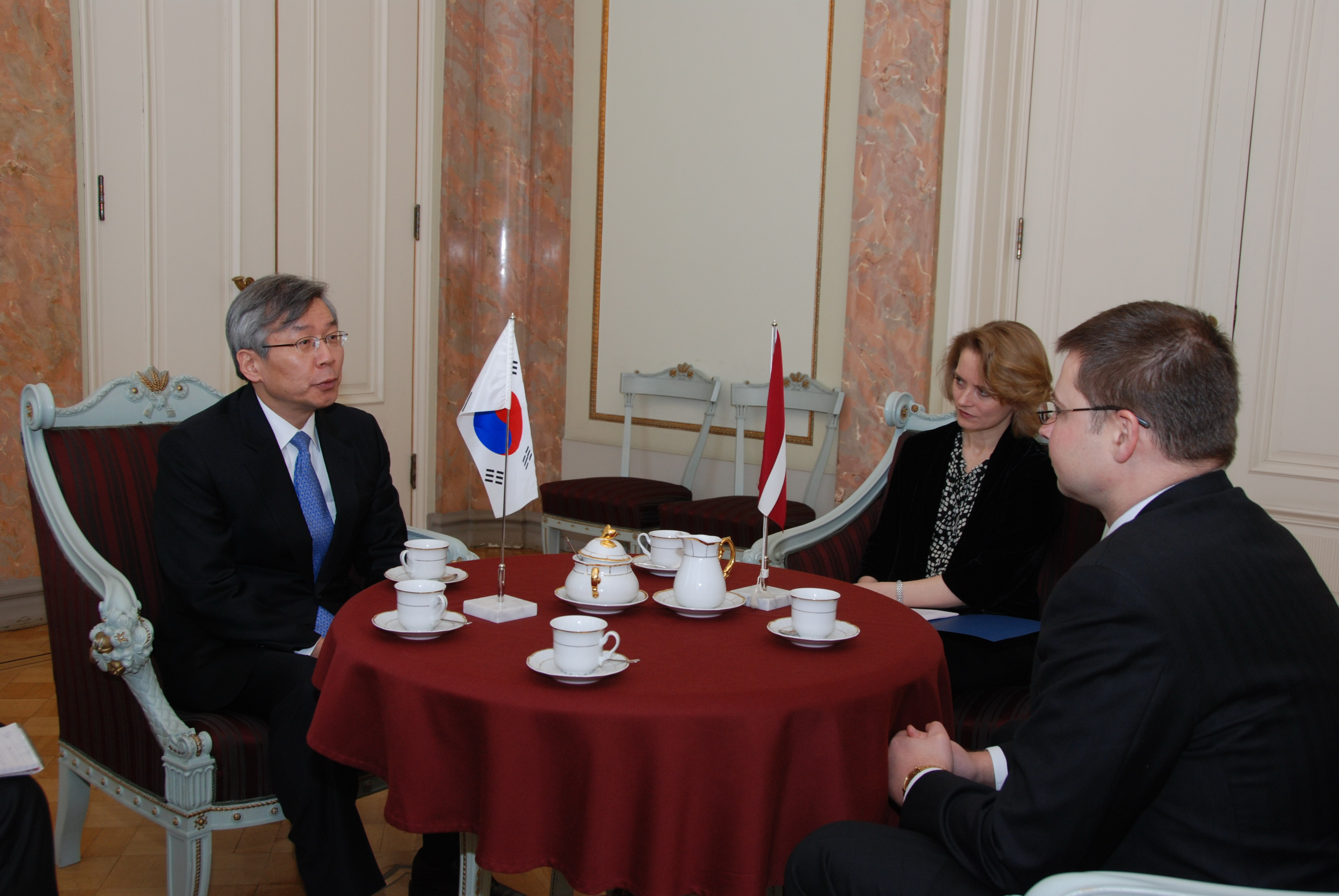
曹喜庸（左）於駐瑞典大使兼駐拉脫維亞大使任內，會晤拉國總理瓦爾迪斯·東布羅夫斯基斯（右），攝於2011年3月8日。

1993年2月，曹喜庸結束駐台任期，改調為駐上海總領事館領事，1994年1月則改派北京，任駐中華人民共和國大使館一等秘書。1995年12月，任禮賓第2擔當官，1996年8月轉任禮賓第1擔當官，1998年升任東北亞2課課長，在為時1年的課長任內經手了建交後的韓中關係及斷交後的韓台關係，以及參與相關情勢或政策的決策過程。1999年2月，改任企劃預算擔當官員，2000年1月，曹喜庸再度外派，任韓國駐美國大使館參贊，2002年改任韓國駐菲律賓大使館公使銜參贊兼總領事。2004年4月則借調至府革新世界論壇準備企劃團，2005年外調為高麗大學外交兼任教授。返回外交通商部後，他於2006年9月擔任東亞合作大使，同年12月出任外交通商部發言人。
2008年5月，曹喜庸被任命為駐瑞典大使，任內同時兼任駐拉脫維亞大使，其亦因從事對瑞、對拉之外交工作，而先後獲得兩國授勳。卸任離瑞後，於2011年3月外調至核安全高峰會準備企劃團。2012年7月再度受命擔任使節和駐外使領館館長工作，被任命為駐加拿大大使，並駐節至2015年。

## 卸任後
曹喜庸結束駐加任期後，旋於2015年自外交部退休，結束了為時36年的外交官生涯。同年6月18日，韓國國立外交院欲強化對日外交關係而新設日本研究中心，同時任命曹喜庸為該中心第一代所長。曹氏擔任此職至2017年卸任後，在2018年至2019年間前赴日本立命館大學擔任客座研究員及客座教授。

## 榮譽

### 韓國榮譽
- 紅條勤政勳章[1]

### 他國榮譽
- 北極星勳章（瑞典语：Nordstjärneorden）司令大十字章（瑞典）[1]

- 三星勳章（英语：Order of the Three Stars）（拉脫維亞）[1]

## 著作
- 2022年：《中華民國報告，1990－1993：台灣斷交回顧》[2]。
- 2023年：《2006海盜協商摘記：東源號被挾事件全貌》（해적 협상 노트 2006 : 동원호 피랍 사건 전모）[6]